# Universidad de Bulacán
La Universidad de Bulacán es una universidad pública ubicada en la Provincia de Bulacán, Filipinas. 
Con más o menos 46.000 alumnos repartidos en 5 campus y 14 colegios, es la universidad más grande en Luzón Central. La entonces llamada Escuela de Artes y Oficios fue establecida por los Thomasites, cerca del palacio del gobierno de la provincia de Bulacán. Fidel Ramos ratificó la última versión de los estatutos de la institución, cambiando su nombre a Universidad de Bulacán. La Facultad de Ley Civil de la Universidad se llama Colegio de Marcelo del Pilar, llamado así por el escritor y abogado bulaqueño que fue un de los líderes de la Revolución filipina en los fines del siglo XIX contra España.
Su actual rectora es Cecilia S. Navasero-Gasco.

## Estructura

### Campus
La Universidad cuenta con una sede principal y 4 campus externos localizados en diferentes ciudades y pueblos dentro de la Provincia de Bulacán:
1. Sede Principal en la ciudad de Malolos.
2. Campus Meneses en la ciudad de Bulacán.
3. Campus Bustos en la localidad de Bustos.
4. Campus Sarmiento en la ciudad de San José Del Monte.
5. Campus Hagonoy en la localidad de Hagonoy.

### Oferta educativa
La institución está compuesta de 14 facultades y una escuela de posgrado en su campo principal en Malolos. 
- Facultad de Arquitectura y Bellas Artes
- Facultad de Artes y Letras
- Facultad de Administración de Empresas
- Facultad de Educación en Justicia Penal
- Facultad de Gestión Hotelera y Turística
- Facultad de Tecnologías de la Información y las Comunicaciones
- Facultad de Tecnología Industrial
- Facultad de Derecho
- Facultad de Enfermería
- Facultad de Ingeniería
- Facultad de Educación
- Facultad de Ciencias
- Facultad de Deportes, Ejercicio y Recreación
- Facultad de Ciencias Sociales y Filosofía
- Escuela de Posgrado

Los campos externos no tiene facultades aunque ofrecen programas educativos de varias disciplinas. 
También tiene dos institutos independientes:
- Instituto de Ajedrez
- Instituto de Confucio (que prosigue estudios sinológicos)